# Niki & the Dove
Niki & the Dove — шведський дует зі Стокгольма, створений у лютому 2010 року.

## Історія
Гурт створений у 2010 році.
Музика гурту була класифікована як futurepop, alternative dance, cинті-поп, інді-електронна музика.
Гурт підписав контракт зі шведським незалежним лейблом TEN Music Group, а також з лейблами Sub Pop і Mercury Records.
У 2011 році гурт випустив мініальбом The Drummer. А також провів два тури: NME Radar Tour та Hurts Tour.
Гурт Niki & the Dove посів п'яте місце в щорічному музичному опитуванні BBC Sound of… 2012 року, яке проводить BBC Radio 1 серед музичних критиків і діячів індустрії, щоб знайти найперспективніших нових музичних талантів.
У 2012 році вийшов дебютний студійний альбом Instinct. У 2016 році гурт випустив студійний альбом Everybody's Heart Is Broken Now.
У 2023 році вийшов мініальбом This Is the Music.

## Склад гурту
- Малін Дальстрьом (Malin Dahlström) — вокал і продюсування
- Густав Карлеф (Gustaf Karlöf) — продакшн

## Дискографія

### Студійні альбоми
| Назва                           | Інформація про альбом                                                                     | Пікові позиції в чартах | Пікові позиції в чартах |
| Назва                           | Інформація про альбом                                                                     | SWE                     | UK                      |
| ------------------------------- | ----------------------------------------------------------------------------------------- | ----------------------- | ----------------------- |
| Instinct                        | - Реліз: 14 травня 2012 - Лейбл: TEN, Sub Pop, Mercury - Формат: CD, LP, digital download | 60                      | 60                      |
| Everybody's Heart Is Broken Now | - Реліз: 8 квітня 2016 - Лейбл: TEN - Формат: CD, LP, digital download                    | —                       | —                       |

### Мініальбоми
| Назва                              | Інформація про альбом                                                        |
| ---------------------------------- | ---------------------------------------------------------------------------- |
| The Drummer                        | - Реліз: 13 жовтня 2011 - Лейбл: Sub Pop, Mercury - Формат: Digital download |
| This Is the Music (with the Greys) | - Реліз: 30 червня 2023 - Лейбл: Amuseio - Формат: Digital download          |

### Сингли
| Назва                     | Рік  | Пікові позиції в чартах | Альбом                          |
| Назва                     | Рік  | UK                      | Альбом                          |
| ------------------------- | ---- | ----------------------- | ------------------------------- |
| «The Fox»                 | 2011 | —                       | Instinct                        |
| «DJ, Ease My Mind»        | 2012 | 103                     | Instinct                        |
| «Tomorrow»                | 2012 | —                       | Instinct                        |
| «Somebody»                | 2012 | —                       | Instinct                        |
| «Love to the Test»        | 2012 | —                       | Instinct                        |
| «Play It on My Radio»     | 2015 | —                       | Everybody's Heart Is Broken Now |
| «So Much It Hurts»        | 2016 | —                       | Everybody's Heart Is Broken Now |
| «Coconut Kiss»            | 2017 | —                       | Everybody's Heart Is Broken Now |
| «Sushi King»              | 2017 | —                       | non-album singles               |
| «Galvanize»               | 2021 | —                       | non-album singles               |
| «Gloria» (with the Greys) | 2023 | —                       | This is the Music               |
| «Police» (with the Greys) | 2023 | —                       | This is the Music               |

### Промо сингли
| Назва            | Рік  | Альбом   |
| ---------------- | ---- | -------- |
| «Mother Protect» | 2012 | Instinct |

## Музичні кліпи
| Назва                            | Рік  | Джерело |
| -------------------------------- | ---- | ------- |
| "DJ, Ease My Mind (version one)  | 2010 | [ 7 ]   |
| «Under the Bridges»              | 2010 | [ 8 ]   |
| «The Drummer»                    | 2011 | [ 9 ]   |
| «Mother Protect»                 | 2011 | [ 10 ]  |
| «DJ, Ease My Mind» (version two) | 2011 | [ 11 ]  |
| «The Fox»                        | 2012 | [ 12 ]  |
| «Tomorrow»                       | 2012 | [ 13 ]  |
| «Play It on My Radio»            | 2015 | [ 14 ]  |
| «So Much It Hurts»               | 2016 | [ 15 ]  |

## Тури
- NME Radar Tour (2011) (as supporting act)
- Hurts Tour (2011) (as supporting act)

## Нагороди та номінації
| Рік  | Організація              | Нагорода                                            | Результат   |
| ---- | ------------------------ | --------------------------------------------------- | ----------- |
| 2011 | BBC Sound of 2012        | Sound of 2012                                       | П'яте місце |
| 2016 | [Electro Wow Music Blog] | «So Much It Hurts» — Best Electro Pop Track of 2016 | Перемога    |